# Baltimore City College

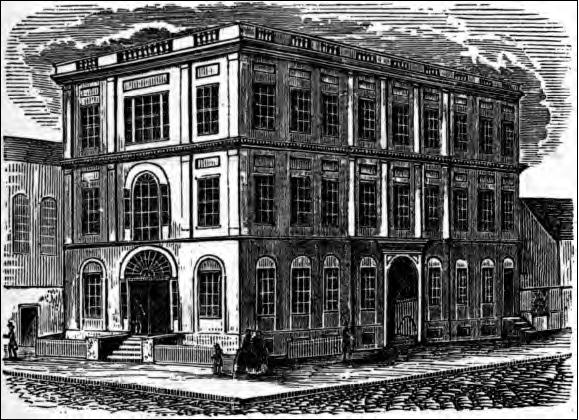
Première grande école appartenant à la structure de The High School (fondée en 1839), puis le Central High School of Baltimore, (plus tard rebaptisé le Baltimore City College, bâti à l'angle nord-est de Holliday et de East Fayette Rues, maintenant la War Memorial Plaza (construite 1917-1925)

Le Baltimore City College, connu familièrement comme City, City College, ou B. C. C. est une magnet high school de Baltimore dans le Maryland aux États-Unis. 
Créée en mars 1839, la City est la troisième plus ancienne high school publique en active aux États-Unis.

## Histoire
Le Baltimore City College a été ouvert plus tard dans la même année, le 20 octobre, avec 46 élèves sous la direction du professeur Nathan C. Brooks, (1809-1898), un natif, éducateur et poète, qui est devenu le premier directeur. Elle est maintenant[Quand ?] considérée comme la troisième plus ancienne école publique de la nation.
En 1850, le Baltimore City College a été habilité à honorer ses diplômés avec des certificats de réussite. Un effort pour élargir un pouvoir universitaire et permettre de la nommer Central High School of Baltimore, afin de conférer une maîtrise aux étudiants en Arts. Cela a commencé en 1865 et a continué l'année suivante, avec le changement de nom de l'institution devenant Baltimore City College, qu'il détient encore à ce jour. Avec également l’appellation de son directeur des études qui passera de principal à chancelier et une augmentation du nombre d'années de son parcours d'études et de l'expansion de ses cours. Toutefois, en dépit de ce début d'effort, cela s'est terminé sans succès, en 1869. 
Le B. C. C. a fonctionné pendant un certain nombre[évasif] d'années comme une école hybride secondaire publique et de la forme précoce de junior college (plus tard connu comme le collège communautaire) qui n'est entièrement apparu aux États-Unis qu'au début du XXe siècle. Très souvent, à la fin du XIXe et début du XXe siècle, le diplôme de fin d'études est accepté par de nombreux autres collèges et universités, permettant aux diplômés d'entrer en division supérieure, en deuxième année d'études, (par coïncidence, le privilège a également été accordé plus tard à son rival, scolaire et athlétique, l'Institut Polytechnique de Baltimore, fondé en 1883).
Comme l'importance de l'enseignement supérieur a augmenté au début du XXe siècle, les priorités des écoles secondaires se sont décalées vers la préparation des élèves pour l'université.
L'école a subi des changements démographiques, à la suite d'une décision unanime de la  Cour suprême des États-Unis en mai 1954, la décision Brown vs Board of Education of Topeka, Kansas. C'est ce qui a appelé à mettre fin à la ségrégation raciale. Les afro-Américains ont rejoint le Baltimore City College pour la première fois à la fin de l'été, en septembre 1954 et sont devenus une proportion importante de la population étudiante dans les années 1960. Par ailleurs, Pierre H. Davis est devenu en 1969 le premier enseignant « nègre/de couleur » à se joindre au B. C. C., et, est, l'année suivante, devenu le premier principal Afro-Américain. L'école a vu d'autres changements dans la population étudiante à l'admission des femmes en 1978.
Les normes académiques et d'inscription au Baltimore City College (B. C. C.) sont passées par une période de déclin, d'abord dans le milieu des années 1960 jusqu'au milieu des années 1970. Les parcours 'A' et 'B' étaient en train de mourir lentement et ont été abandonnés en 1973, et un seul cursus a été offert.
Après une autre période de négligence dans la fin des années 1980 et au début des années 1990, durant le milieu des années 1990, grâce à une augmentation du financement du système scolaire, le B. C. C. a commencé à faire l'expérience d'un retournement de situation. Les administrateurs ont renforcé les normes académiques et, en 1998, l'école a commencé à offrir le baccalauréat international (BI). 
Au début de la décennie des années 2000, le Baltimore City College est en proie à une résurgence académique. Au cours de cette période, l'école est reconnue par le département de l'Éducation des États-Unis en tant que National Blue Ribbon School. Elle est répertoriée comme l'une des principales écoles secondaires aux États-Unis par Newsweek.

## Directeurs

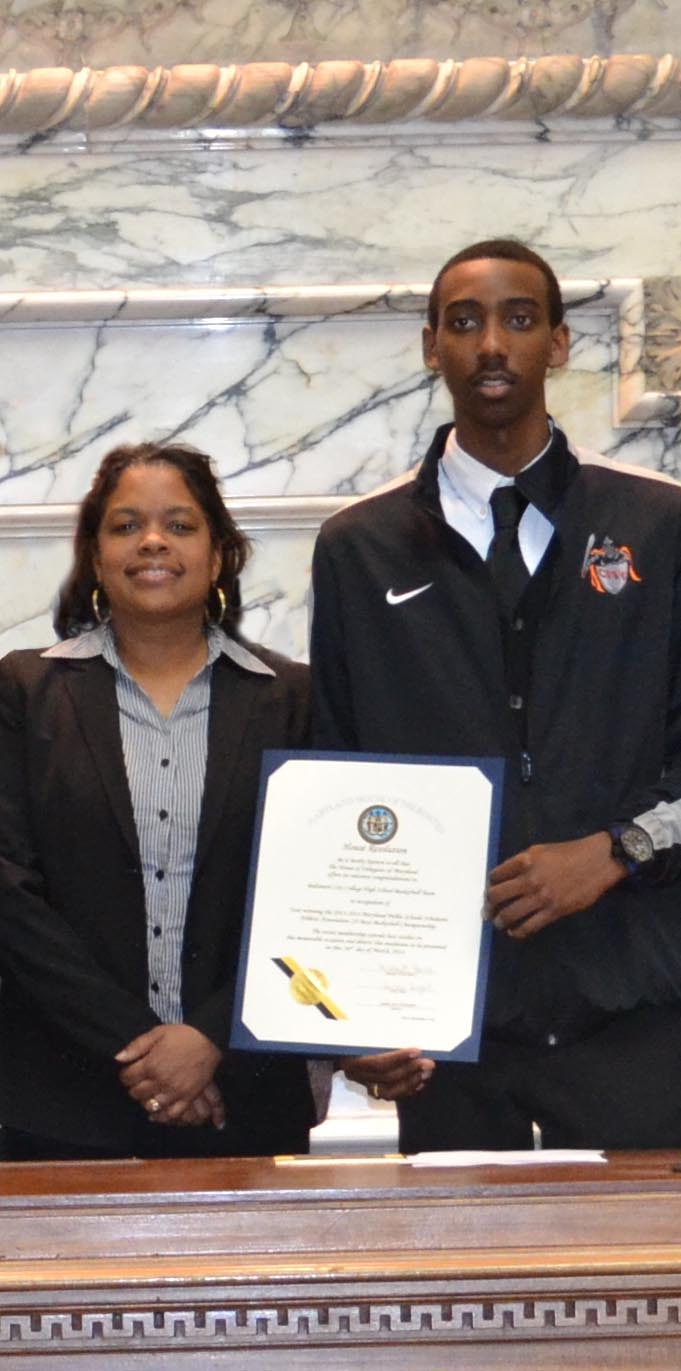
La Principale du Baltimore City College, Cindy Harcum et du Capitaine de basket-ball, Timmy Bond à la cérémonie dans le Maryland, Chambre des Délégués, mars 2014

| - Dr Nathan C. Brooks (1839–1849) - Rev. Dr Francis G. Waters (1849–1853) - John A. Getty (1853) - George Morrison (1853–1857) - Dr Thomas D. Baird (1857–1873) - William Elliott, Jr. (1873–1890) - Francis A. Soper (1890–1911) - Dr Wilbur F. Smith (1911–1926) - Dr Frank R. Blake† (1926–1932) - Dr Philip H. Edwards† (1932–1948) - Chester H. Katenkamp† (1948–1956) - Henry T. Yost† (1956–1963) - Dr Julius G. Hlubb† (1963–1966) | - Dr Jerome G. Denaburg† (1966–1969) - Dr Pierre H. Davis (1970–1974) - Maurice Wells† (1974–1976) - Isaiah E. White (1976–1977) - Gordon Stills (1977–1978) - Dr Solomon Lausch (1978–1988) - Jean Johnson (1988–1990), (1992–1994) - Dr Joseph Antenson (1990–1993) - Joseph M. Wilson, J.D. (1994–2004) - Dr James Scofield† (2005) - Dr Deborah L. Wortham (2005) - Timothy Dawson (2006–2010) - Ms. Cindy Harcum† (2010–présent) |

† indique les directeurs d'école qui ont été élèves du Baltimore City College